# زیر آب (فیلم ۲۰۱۶)
زیر آب (به انگلیسی: Submerged) یک فیلم دلهره‌آور آمریکایی محصول سال ۲۰۱۶ به کارگردانی استیون سی میلر با بازی جاناتان بنت و تلولا_رایلی می‌باشد.

## خلاصه داستان
گروهی پس اینکه مورد هدف آدم ربایان قرار می‌گیرند و ماشین‌نشان از جاده خارج می‌شود و در یک کانال آب فرو می‌رود ، باید برای زنده ماندن تلاش کنند. اما… 

## بازیگران
- جاناتان بنت
- تلولا_رایلی
- رزا سلزار
- کالب هانت
- کودی_کریستین
- گیلز متی
- دنزل ویتاکر
- ویلا فورد
- ماریو_فن_پیبلز
- تیم دالی